# مرقب الحسين
مرقب الحسين أو برج الحسين هو أحد الأبراج التراثية ببلدة شقراء القديمة تم بناؤه عام 1318هـ وهو مبني من الحجر والطين وقد كان يستخدم للمراقبة والحراسة.

## الموقع
يقع مرقب الحسين شرق الديرة القديمة بشقراء وشمال شرق شقراء بالقرب من الطريق الواصل بين شقراء واشيقر.

## البناء
يتربع البرج على قمة تلة طبيعية تشرف على الوادي الذي يضم المدينة، وهو أسطواني الشكل تتسع قاعدته الدائرية في الأسفل وتضيق كلما زاد الإرتفاع، لتعطي شكلاً يوحي بالثبات والمنعة. لا يوجد مدخل للمرقب وقد ملأ داخله بالتراب وقد يكون الصعود إلى أعلاه عن طريق سلم متنقل لمنه افتحامه وحماية المتحصنين فيه. وإلى القرب من المرقب بقايا لمسجد قديم بقي منه القواعد الحجرية فقط. أستخدمت قطع من الحجارة الكبيرة المنحوتة وغير المشذبة في بناء الجدران والتي تم إحضارها من البيئة الطبيعية المحلية والجبال المجاورة، وذلك لإعطائه قوة ومتانة أكبر، الحالة الإنشائية للمرقب جيدة .

### مكونات الموقع
- أساسات من الحجر.
- الحوائط مبنية منالطين والحجر.
- الأسقف خشبية مصنوعة من خشب الأثل المغطى بسعف النخيل.
- المرقب بارتفاع واحد[1]